# Reino Unido en los Juegos Olímpicos
El Reino Unido en los Juegos Olímpicos está representado por la Asociación Olímpica Británica, miembro del Comité Olímpico Internacional desde el año 1905.
Ha participado en todas las ediciones de los Juegos Olímpicos de Verano (30 en total). El país ha obtenido un total de 983 medallas en las ediciones de verano: 300 de oro, 340 de plata y 343 de bronce.
En los Juegos Olímpicos de Invierno ha participado todas las ediciones (24 en total). El país ha conseguido un total de 34 medallas en las ediciones de invierno: 12 de oro, 5 de plata y 17 de bronce.
Este país fue anfitrión de los Juegos Olímpicos de Verano en tres ocasiones, todas ellas en Londres: 1908, 1948 y 2012. La ciudad también fue designada para acoger los Juegos Olímpicos de 1944, cancelados por la Segunda Guerra Mundial.

## Elegibilidad
Son elegibles por el Reino Unido los deportistas de los cuatro países constitutivos (Escocia, Gales, Inglaterra e Irlanda del Norte), de las tres dependencias de la Corona (Isla de Man, Jersey y Guernsey) y de todos los territorios británicos de ultramar, salvo aquellos que poseen comité olímpico propio (Islas Vírgenes Británicas, Islas Caimán y Bermudas).
Hasta la creación del Consejo Olímpico Irlandés, en 1922, los deportistas irlandeses competían en representación del Reino Unido. La Federación Olímpica de Irlanda se define en sus estatutos como representativa de toda la isla de Irlanda, aunque los deportistas olímpicos de Irlanda del Norte pueden elegir entre representar a la República de Irlanda o al Reino Unido.

## Denominación
Aunque el nombre oficial del país es Reino Unido de Gran Bretaña e Irlanda del Norte, tanto el Comité Olímpico Internacional (COI) como la Asociación Olímpica Británica (BOA) usan el término «Gran Bretaña» (en inglés: Great Britain), en lugar de Reino Unido. Esta denominación ha sido cuestionada por sectores de Irlanda del Norte, puesto que Gran Bretaña únicamente incluye a las tres naciones constitutivas de esa isla (Escocia, Gales e Inglaterra).
El COI ha usado históricamente el nombre Gran Bretaña y asigna al país el código nacional GBR. Por su parte, la BOA utiliza desde 1999 la marca «Team GB».

## Medalleros

### Por edición
| Evento              | Oro | Plata | Bronce | Total |
| ------------------- | --- | ----- | ------ | ----- |
| Atenas 1896         | 2   | 3     | 2      | 7     |
| París 1900          | 16  | 8     | 9      | 33    |
| San Luis 1904       | 1   | 1     | 0      | 2     |
| Londres 1908        | 56  | 51    | 39     | 146   |
| Estocolmo 1912      | 10  | 15    | 16     | 41    |
| Amberes 1920        | 15  | 15    | 13     | 43    |
| París 1924          | 9   | 13    | 12     | 34    |
| Ámsterdam 1928      | 3   | 10    | 7      | 20    |
| Los Ángeles 1932    | 4   | 7     | 5      | 16    |
| Berlín 1936         | 4   | 7     | 3      | 14    |
| Londres 1948        | 3   | 14    | 6      | 23    |
| Helsinki 1952       | 1   | 2     | 8      | 11    |
| Melbourne 1956      | 6   | 7     | 11     | 24    |
| Roma 1960           | 2   | 6     | 12     | 20    |
| Tokio 1964          | 4   | 12    | 2      | 18    |
| México 1968         | 5   | 5     | 3      | 13    |
| Múnich 1972         | 4   | 5     | 9      | 18    |
| Montreal 1976       | 3   | 5     | 5      | 13    |
| Moscú 1980          | 5   | 7     | 9      | 21    |
| Los Ángeles 1984    | 5   | 11    | 21     | 37    |
| Seúl 1988           | 5   | 10    | 9      | 24    |
| Barcelona 1992      | 5   | 3     | 12     | 20    |
| Atlanta 1996        | 1   | 8     | 6      | 15    |
| Sídney 2000         | 11  | 10    | 7      | 28    |
| Atenas 2004         | 9   | 9     | 12     | 30    |
| Pekín 2008          | 19  | 13    | 19     | 51    |
| Londres 2012        | 29  | 18    | 18     | 65    |
| Río de Janeiro 2016 | 27  | 23    | 17     | 67    |
| Tokio 2020          | 22  | 20    | 22     | 64    |
| París 2024          | 14  | 22    | 29     | 65    |
| TOTAL               | 300 | 340   | 343    | 983   |

| Evento                      | Oro | Plata | Bronce | Total |
| --------------------------- | --- | ----- | ------ | ----- |
| Chamonix 1924               | 1   | 1     | 2      | 4     |
| Sankt-Moritz 1928           | 0   | 0     | 1      | 1     |
| Lake Placid 1932            | 0   | 0     | 0      | 0     |
| Garmisch-Partenkirchen 1936 | 1   | 1     | 1      | 3     |
| Sankt-Moritz 1948           | 0   | 0     | 2      | 2     |
| Oslo 1952                   | 1   | 0     | 0      | 1     |
| Cortina d'Ampezzo 1956      | 0   | 0     | 0      | 0     |
| Squaw Valley 1960           | 0   | 0     | 0      | 0     |
| Innsbruck 1964              | 1   | 0     | 0      | 1     |
| Grenoble 1968               | 0   | 0     | 0      | 0     |
| Sapporo 1972                | 0   | 0     | 0      | 0     |
| Innsbruck 1976              | 1   | 0     | 0      | 1     |
| Lake Placid 1980            | 1   | 0     | 0      | 1     |
| Sarajevo 1984               | 1   | 0     | 0      | 1     |
| Calgary 1988                | 0   | 0     | 0      | 0     |
| Albertville 1992            | 0   | 0     | 0      | 0     |
| Lillehammer 1994            | 0   | 0     | 2      | 2     |
| Nagano 1998                 | 0   | 0     | 1      | 1     |
| Salt Lake City 2002         | 1   | 0     | 1      | 2     |
| Turín 2006                  | 0   | 1     | 0      | 1     |
| Vancouver 2010              | 1   | 0     | 0      | 1     |
| Sochi 2014                  | 1   | 1     | 3      | 5     |
| Pyeongchang 2018            | 1   | 0     | 4      | 5     |
| Pekín 2022                  | 1   | 1     | 0      | 2     |
| TOTAL                       | 12  | 5     | 17     | 34    |

### Por deporte
| Evento              | Oro | Plata | Bronce | Total |
| ------------------- | --- | ----- | ------ | ----- |
| Atletismo           | 56  | 87    | 77     | 220   |
| Bádminton           | 0   | 1     | 2      | 3     |
| Boxeo               | 18  | 13    | 26     | 57    |
| Ciclismo            | 40  | 40    | 31     | 111   |
| Críquet             | 1   | 0     | 0      | 1     |
| Deportes ecuestres  | 15  | 12    | 18     | 45    |
| Escalada            | 1   | 0     | 0      | 1     |
| Esgrima             | 1   | 8     | 0      | 9     |
| Fútbol              | 3   | 0     | 0      | 3     |
| Gimnasia            | 4   | 4     | 13     | 21    |
| Golf                | 1   | 2     | 1      | 4     |
| Halterofilia        | 1   | 4     | 4      | 9     |
| Hockey sobre hierba | 4   | 2     | 7      | 13    |
| Judo                | 0   | 8     | 12     | 20    |
| Juego de palma      | 0   | 1     | 1      | 2     |
| Lacrosse            | 0   | 1     | 0      | 1     |
| Lucha               | 3   | 4     | 10     | 17    |
| Motonáutica         | 2   | 0     | 0      | 2     |
| Natación            | 21  | 35    | 31     | 87    |
| Natación artística  | 0   | 1     | 0      | 1     |
| Pentatlón moderno   | 4   | 2     | 3      | 9     |
| Piragüismo          | 5   | 10    | 8      | 23    |
| Polo                | 2   | 3     | 1      | 6     |
| Raquetas            | 2   | 2     | 3      | 7     |
| Remo                | 34  | 27    | 17     | 78    |
| Rugby               | 0   | 3     | 0      | 3     |
| Saltos              | 2   | 4     | 12     | 18    |
| Skateboarding       | 0   | 0     | 2      | 2     |
| Taekwondo           | 2   | 4     | 4      | 10    |
| Tenis               | 17  | 14    | 12     | 43    |
| Tira y afloja       | 2   | 2     | 1      | 5     |
| Tiro                | 14  | 16    | 19     | 49    |
| Tiro con arco       | 2   | 2     | 5      | 9     |
| Triatlón            | 4   | 3     | 4      | 11    |
| Vela                | 32  | 21    | 13     | 66    |
| Waterpolo           | 4   | 0     | 0      | 4     |
| TOTAL               | 299 | 338   | 339    | 976   |

| Evento                  | Oro | Plata | Bronce | Total |
| ----------------------- | --- | ----- | ------ | ----- |
| Bobsleigh               | 1   | 1     | 3      | 5     |
| Curling                 | 3   | 2     | 1      | 6     |
| Esquí acrobático        | 0   | 0     | 1      | 1     |
| Hockey sobre hielo      | 1   | 0     | 1      | 2     |
| Patinaje artístico      | 5   | 3     | 7      | 15    |
| Patinaje en pista corta | 0   | 0     | 1      | 1     |
| Skeleton                | 3   | 1     | 5      | 9     |
| Snowboard               | 0   | 0     | 2      | 2     |
| TOTAL                   | 13  | 7     | 21     | 41    |